# Powiat de Piaseczno
Pour les articles homonymes, voir Piaseczno (homonymie).
Le powiat de Piaseczno (polonais : powiat piaseczyński) est un powiat (district) de la voïvodie de Mazovie, dans le centre-est de la Pologne.
Elle est née le 1er janvier 1999, à la suite des réformes polonaises de gouvernement local passées en 1998. 
Le siège administratif du powiat est la ville de Piaseczno qui se trouve à 17 kilomètres au sud  de Varsovie, capitale de la Pologne. Il y a trois autres villes dans le powiat : Konstancin-Jeziorna, située à 22 kilomètres à l'est de Piaseczno, Góra Kalwaria à 18 kilomètres au sud-est de Piaseczno et Tarczyn à 16 kilomètres au sud-ouest de Piaseczno. 
Le district couvre une superficie de 621,04 kilomètres carrés. En 2006, sa population totale est de 145 276 habitants, avec une population pour la ville de Piaseczno  de 37 508 habitants, pour la ville de Konstancin-Jeziorna de 16 579 habitants, pour la ville de Góra Kalwaria de 11 130 habitants, pour la ville de Tarczyn de 3 886 habitants et une population rurale de 76 173 habitants.

## Powiaty voisines
La Powiat de Piaseczno est bordée de:
- la ville de:
  - Varsovie au nord
- et des powiaty de: 
  - Otwock à l'est
  - Grójec au sud
  - Grodzisk Mazowiecki à l'ouest
  - Pruszków au nord-ouest

## Division administrative

Carte du powiat

Le powiat de Piaseczno comprend 6 communes :
- 4 communes urbaines-rurales : Góra Kalwaria, Konstancin-Jeziorna, Piaseczno et Tarczyn ;
- 2 communes rurales : Lesznowola et Prażmów.

| Gmina                     | Type         | Superficie (km²) | Population (2006) | Siège               |
| Gmina Piaseczno           | urbain-rural | 128,2            | 62 823            | Piaseczno           |
| Gmina Góra Kalwaria       | urbain-rural | 145,1            | 24 035            | Góra Kalwaria       |
| Gmina Konstancin-Jeziorna | urbain-rural | 78,3             | 23 229            | Konstancin-Jeziorna |
| Gmina Lesznowola          | rural        | 69,2             | 16 113            | Lesznowola          |
| Gmina Tarczyn             | urbain-rural | 114,2            | 10 522            | Tarczyn             |
| Gmina Prażmów             | rural        | 86,1             | 8 554             | Prażmów             |

## Démographie
Données du 30 juin 2005:
| Description | Total   | Total | Femmes | Femmes | Hommes | Hommes |
| ----------- | ------- | ----- | ------ | ------ | ------ | ------ |
| Unité       | Nombre  | %     | Nombre | %      | Nombre | %      |
| Population  | 141 919 | 100   | 73 597 | 51,86  | 68 322 | 48,14  |
| Urbain      | 67 905  | 47,85 | 35 783 | 25,21  | 32 122 | 22,63  |
| Rural       | 74 014  | 52,15 | 37 814 | 26,64  | 36 200 | 25,51  |

## Histoire
De 1975 à 1998, les différents gminy du powiat actuelle appartenaient administrativement à la Voïvodie de Varsovie.